# Крижевицкая епархия
Крижевицкая епархия (лат. Eparchia Crisiensis, хорв. Križevačka eparhija) — епархия Хорватской грекокатолической церкви с центром в Крижевцах.

## Территория
К Крижевицкой епархии принадлежат грекокатолики, проживающие на территории Хорватии, Словении, Боснии и Герцеговины. Кафедра епархии, от которой она берёт своё название, находится в городе Крижевцы, где расположен собор Пресвятой Троицы. С 1966 года епископ Крижевицкий проживает в Загребе, где находится грекокатолическая духовная семинария, основанная в 1681 году, а также сокафедральный собор Святых Кирилла и Мефодия.

## История
Апостольский викариат для католиков византийского обряда в Королевстве Хорватия основал Папа Римский Павел V своим декретом "Divinae Maiestatis arbitrio" от 21 ноября 1611 года. Двор викариата находился в монастыре Марча.
22 июня 1777 папа Пий VI буллой "Charitas illa" поднял викариат в ранг епархии, центром которой установил город Крижевцы. Епископ Крижевицкий сначала подчинялся эстергомскому римско-католическому митрополиту, а с 11 декабря 1852 года Крижевицкая епархия относится к Загребской митрополии.
После распада социалистической Югославии и появления на её территории новых независимых государств из территории Крижевицкой епархии в 2001 году был выделен апостольский экзархат в Македонии, который считается отдельной Македонской грекокатолической церковью, а в 2003 году — апостольский экзархат в Сербии и Черногории, который вместе с Крижевицкой епархией относится к Хорватской грекокатолической церкви.

## Статистика
По данным ватиканского статистического ежегодника Annuario Pontificio за 2013 год, Крижевицкая епархия насчитывает 21,3 тысяч верующих, 46 приходов, 42 священника, 42 монахини.
| год  | население | население  | население | священники | священники        | священники         | священники                           | постоянные диаконы | монахи  | монахи  | приходы |
| год  | католики  | всего      | %         | всего      | белое духовенство | черное духовенство | число католиков на одного священника | постоянные диаконы | мужчины | женщины | приходы |
| ---- | --------- | ---------- | --------- | ---------- | ----------------- | ------------------ | ------------------------------------ | ------------------ | ------- | ------- | ------- |
| 1950 | 55.000    | 15.000.000 | 0,4       | 62         | 58                | 4                  | 887                                  |                    | 2       | 55      | 50      |
| 1969 | 62.000    | ?          | ?         | 60         | 57                | 3                  | 1.033                                |                    | 5       | 93      | 42      |
| 1980 | 48.680    | ?          | ?         | 60         | 58                | 2                  | 811                                  | 1                  | 4       | 112     | 57      |
| 1990 | 48.870    | ?          | ?         | 62         | 60                | 2                  | 788                                  | 1                  | 4       | 112     | 57      |
| 1999 | 48.775    | ?          | ?         | 63         | 61                | 2                  | 774                                  |                    | 2       | 111     | 50      |
| 2000 | 48.905    | ?          | ?         | 63         | 61                | 2                  | 776                                  |                    | 2       | 111     | 50      |
| 2001 | 42.579    | ?          | ?         | 53         | 52                | 1                  | 803                                  |                    | 1       | 93      | 45      |
| 2002 | 37.174    | ?          | ?         | 62         | 58                | 4                  | 599                                  |                    | 4       | 115     | 53      |
| 2003 | 42.603    | ?          | ?         | 62         | 58                | 4                  | 687                                  | 3                  | 4       | 115     | 53      |
| 2004 | 15.311    | ?          | ?         | 38         | 36                | 2                  | 402                                  |                    | 2       | 60      | 34      |
| 2009 | 21.509    | ?          | ?         | 28         | 28                |                    | 768                                  |                    |         | 58      | 44      |
| 2013 | 21.270    | ?          | ?         | 33         | 33                |                    | 644                                  |                    |         | 47      | 46      |
| 2016 | 21.121    | ?          | ?         | 44         | 44                |                    | 480                                  |                    |         | 41      | 46      |

## Список епископов
- Симеон Вратанья (1611—1630)
- Максим Предоевич (1630—1642)
- Гавриил Предоевич (1642—1644)
- Василий Предоевич (1644—1648)
- Сава Станиславич (1648—1661)
- Гавриил Миякич (1662—1670)
- Павло Зорчич (1671—1685)
- Марко Зорчич (1685—1688)
- Исая Попович (1689—1699)
- Гавриил Турчинович (1700—1707)
- Гргур Югович (1707—1709)
- Рафаил Маркович (1710—1726)
- Гргур Вучинич (1727—1732)
- Сильвестр Иванович (1734—1735)
- Теофил Пашич (1738—1746)
- Гавриил Палкович (1751—1759)
- Василий Божичкович (1759—1785)
- Йосафат Басташич (1787—1793)
- Сильвестр Бубанович (1794—1810)
- Константин Станич (1810—1830)
- Гавриил Смичклас (1834—1856)
- Дьёрдь Смичклас (1857—1881)
- 1881—1883 — вакантная
- Илья Хранилович (1883—1889)
- 1889—1891 — вакантная
- Юлий Дрогобецкий (1891—1920)
- Дионисий Няради (1920—1940)
- Янко Шимрак (1941—1952) (до июня 1942 — апостольский администратор)
- Гавриил Букатко (1952—1961) (в 1950—1952 — администратор)
- Йоаким Сегеди (1963—1983)
- Славомир Микловш (1983—2009)
- Никола Кекич (2009—2019)
- Милан Стипич (с 8 сентября 2020 года, в 2019—2020 годах — апостольский администратор).